# Vụ kiện đảo Palmas
Vụ kiện đảo Palmas (tiếng Anh: Island of Palmas Case) là một vụ kiện liên quan đến tranh chấp lãnh thổ, cụ thể là Đảo Palmas giữa Hà Lan và Hoa Kỳ được giải quyết bởi Tòa án Trọng tài thường trực vào năm 1928.
Sau khi xem xét các luận điểm do Hà Lan và Hoa Kỳ đưa ra, ngày 4 tháng 4 năm 1928, trọng tài viên duy nhất, ông Max Huber, luật gia người Thụy Sĩ đã đưa ra kết luận Đảo Palmas thuộc về Đông Ấn Hà Lan (ngày nay là Cộng hòa Indonesia) thông qua việc Hà Lan "đã thực hiện liên tục và hòa bình quyền lực Nhà nước trong một thời gian dài". Phán quyết này thể hiện nhiều vấn đề cơ bản của giải quyết tranh chấp lãnh thổ về chiếm hữu thực tế, lãnh thổ vô chủ và thụ đắc lãnh thổ do chuyển nhượng.

## Tranh chấp đảo Palmas
Đảo Palmas có chiều dài khoảng 2 dặm (mile) và chiều rộng khoảng ¾ dặm, với số lượng dân cư khoảng 750 người vào thời điểm phán quyết của Tòa trọng tài thường trực La Haye được tuyên. Vị trí đảo Palmas ở giữa Đảo Mindanao của lãnh thổ Philippines và một quần đảo phía cực Bắc có tên là Nanusa. Tây Ban Nha chiếm đảo này vào năm 1606 nhưng đã rời bỏ đảo từ cuối thế kỷ XVII. Cũng vào khoảng thời đó, Hà Lan đã thiết lập chủ quyền trên đảo qua các Hiệp định ký giữa Hà Lan và các thủ lĩnh bản xứ.
Theo Hiệp ước Paris 1898 giữa Hoa Kỳ và Tây Ban Nha được ký sau khi Chiến tranh Tây Ban Nha-Mỹ kết thúc với thắng lợi thuộc về Hoa Kỳ, Tây Ban Nha phải chuyển giao quyền cai trị Philippines cho Hoa Kỳ. Căn cứ vào các tọa độ ghi trong Hiệp định Paris thì đảo Palmas nằm trong phạm vi lãnh thổ của Philippines. Ngày 21 tháng 1 năm 1906, tướng Mỹ Leonard Wood, Thống đốc tỉnh Moro chính thức đến thăm đảo lần đầu tiên. Tuy nhiên ông phát hiện trên đảo cắm cờ Hà Lan và đảo được tuyên bố thuộc về lãnh thổ Đông Ấn Hà Lan. Sau đó, Hoa Kỳ và Hà Lan trao đổi với nhau về vấn đề này nhưng không giải quyết được nên hai bên nhất trí đưa vụ tranh chấp ra trước trọng tài thường trực La Haye bằng thỏa thuận ngày 23 tháng 1 năm 1925. Văn bản phê chuẩn việc thỏa thuận được trao đổi tại Washington vào ngày 1 tháng 4 năm 1925. Thỏa thuận được đăng ký vào Hội Quốc Liên Loạt Hiệp ước (League of Nations Treaty Series) vào ngày 19 tháng 5 năm 1925. Trọng tài viên duy nhất giải quyết vụ tranh chấp này là luật gia người Thụy Sĩ Max Huber.

## Lập luận của các bên trong vụ tranh chấp

### Lập luận của Hoa Kỳ
Hoa Kỳ, với tư cách là người kế thừa chủ quyền của Tây Ban Nha tại Philippines, lập luận chủ yếu dựa vào nguyên tắc chiếm hữu đầu tiên. Căn cứ chủ yếu và duy nhất của Hoa Kỳ là bản Hiệp ước Paris ký với Tây Ban Nha năm 1898 nên họ tìm cách chứng minh chủ quyền của Tây Ban Nha theo các luận cứ sau.
Về lịch sử, Tây Ban Nha đã phát hiện ra đảo Palmas từ thế kỷ XVI. Hoa Kỳ lập luận vào thời điểm thế kỷ XVI, hành vi phát hiện ra trước đã đem lại chủ quyền không thể tranh cãi được cho Tây Ban Nha. Về pháp lý, theo bản đồ đính kèm theo Hiệp ước Paris 1898 thì đảo Palmas thuộc Philippines. Năm 1899, Hoa Kỳ đã thông báo cho Hà Lan về hiệp ước Paris mà Hà Lan không có ý kiến gì. Theo Mỹ, chủ quyền đối với một vùng lãnh thổ không được thiết lập đơn giản bởi hành vi vẽ bản đồ mà phải thông qua một Công ước và Mỹ đã viện dẫn Công ước Munster (Treaty of Munster) ngày 30 tháng 1 năm 1648 giữa Tây Ban Nha và Hà Lan có nội dung tuyên bố hòa bình giữa Tây Ban Nha và Hà Lan. Theo Mỹ, tại Điều V Công ước có quan hệ tới vấn đề lãnh thổ giữa Tây Ban Nha và Công ty Đông Ấn của Hà Lan.
Như vậy, đảo Palmas là một phần của lãnh thổ Philippines và Mỹ đã chiếm giữ Philippines sau chiến thắng trong cuộc chiến tranh với Tây Ban Nha. Như vậy, Mỹ đã thực hiện quyền chiếm hữu của người phát hiện đầu tiên thông qua sự chuyển nhượng quyền sở hữu hợp pháp từ Tây Ban Nha. Ngoài ra, Mỹ cũng đưa ra lập luận rằng đảo Palmas là một phần của lãnh thổ tiếp giáp với đất liền của lãnh thổ Philippines là thuộc địa của Mỹ bởi lẽ nó gần lãnh thổ của Philippines hơn là lãnh thổ của Indonesia, thuộc địa của Hà Lan.

### Lập luận của Hà Lan
Hà Lan bác bỏ các lập luận trên và lấy việc thực hiện thực sự, hòa bình và liên tục chủ quyền đối với đảo từ năm 1677 làm cơ sở để chứng minh cho chủ quyền lãnh thổ của mình đối với đảo Palmas.
Theo Hà Lan, đảo Palmas và các đảo Nanusa, đảo Talauer, gọi chung là Quần đảo Talaud trước đó thuộc về nhà nước địa phương Tabukan. Như vậy, nhà nước Tabukan mới là chủ thể chiếm hữu trực tiếp trên thực tế đảo Palmas chứ không phải Tây Ban Nha dù Tây Ban Nha đã phát hiện ra đảo Palmas. Hà Lan cũng cho rằng dựa vào Công ước Munster năm 1648, vào năm 1677, Hà Lan đã đạt được thỏa thuận với nhà nước Tabukan về việc Hà Lan sẽ quản lý, kiểm soát đảo Palmas thông qua một hiệp định giữa Công ty Đông Ấn với nhà nước Tabukan, theo đó một yêu cầu đặt ra đối với những người theo đạo Tin lành và từ chối quyền kiểm soát của các quốc gia khác đối với hòn đảo. Như vậy, Hà Lan đã chứng minh được rằng Công ty Đông Ấn đã thực hiện quyền kiểm soát đối với đảo Palmas từ thế kỷ XVII.

## Phán quyết của Tòa Trọng tài Thường trực La Haye

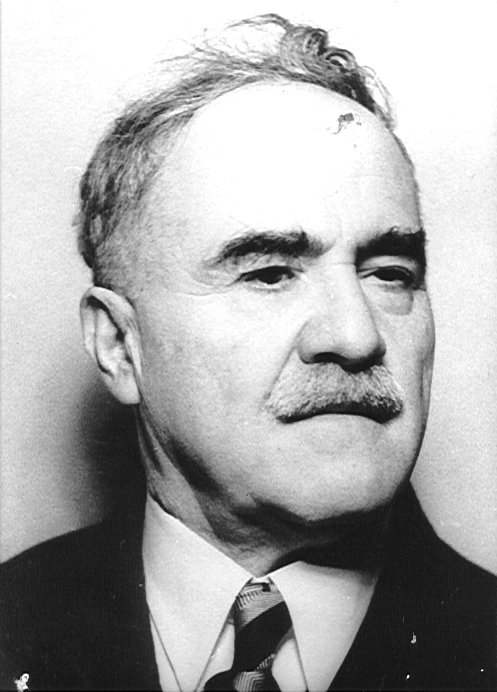
Max Huber, trọng tài viên duy nhất trong Vụ kiện Đảo Palmas.
(Nguồn: www.redcross.int)

Trọng tài viên duy nhất của Tòa Trọng tài Thường trực La Haye, ông Max Huber, luật gia người Thụy Sĩ đã đưa ra kết luận sau khi xem xét lập luận và chứng cứ của các bên:

### Về quan điểm Hoa Kỳ
Trọng tài Max Huber thừa nhận rằng Tây Ban Nha đã phát hiện ra đảo Palmas trước. Nhưng ít nhất là từ thế kỷ XIX, theo Max Huber, pháp luật quốc tế đã không còn thừa nhận việc phát hiện ra trước là cơ sở để phát hiện chủ quyền lãnh thổ. Việc phát hiện ra trước một vùng lãnh thổ chỉ đem lại cho quốc gia đã phát hiện ra lãnh thổ một danh nghĩa chưa hoàn chỉnh (danh nghĩa phôi thai hay là danh nghĩa ban đầu). Muốn xác định chủ quyền lãnh thổ, quốc gia đã phát hiện ra lãnh thổ đó phải bổ sung danh nghĩa chưa hoàn chỉnh nói trên bằng việc chiếm hữu thật sự trong một thời hạn hợp lý. Tuy nhiên, không có bằng chứng cho thấy có dấu hiệu gì về hoạt động của Tây Ban Nha trên đảo Palmas. Cũng không có một tài liệu chính thức nào nói rằng đảo Palmas thuộc quyền quản lý hành chính và tư pháp của một cơ quan chính quyền địa phương của Philippines. Trọng tài Max Huber cũng lập luận đúng là bản đồ đính theo Hiệp ước Paris năm 1898 cũng thể hiện đảo Palmas nằm trong lãnh thổ Philippines, nhưng Hiệp ước Paris không thể đem lại chủ quyền cho Hoa Kỳ nếu như Tây Ban Nha không có quyền đó:
| “ | Tây Ban Nha không thể chuyển giao cho Hoa Kỳ hơn các quyền mà bản thân mình có. | ” |
|   |                                                                                 |   |

Tiếp theo, liên quan đến sự im lặng của Hà Lan theo Hiệp ước Paris, trọng tài cho rằng đúng là Hà Lan không phản đối hoặc bảo lưu khi được Hoa Kỳ thông báo về bản Hiệp ước Paris 1898, nhưng chủ quyền lãnh thổ của một quốc gia không thể bị ảnh hưởng chỉ vì nước đó đã im lặng trước một Hiệp nghị đã thông báo cho họ và trong Hiệp nghị đó hình như có quyết định về một bộ phận lãnh thổ của họ. Nếu đối với một danh nghĩa chưa hoàn chỉnh, chưa được việc thực hiện chủ quyền củng cố thì thái độ im lặng không phản đối có thể có một ảnh hưởng nhất định nào đó.
Về tính kế cận của đảo đối với quần đảo Philippines mà Hoa Kỳ viện ra, trọng tài cho rằng "không thể chứng minh rằng có một quy tắc pháp luật quốc tế hiện hành nói rằng các đảo ở ngoài lãnh hải của một quốc gia thuộc về quốc gia đó chỉ vì lãnh thổ của quốc gia là lục địa hay hòn đảo lớn gần nhất của các đảo đó." Nguyên tắc kế cận không được coi là một phương pháp về pháp lý để giải quyết các vấn đề chủ quyền lãnh thổ vì trọng tài viên cũng cho rằng nếu chỉ dựa vào vị trí thì không đủ cơ sở pháp lý để tiến hành một vụ kiện đòi chủ quyền đối với một vùng đất. Nếu cộng đồng quốc tế đi theo hướng lập luận này của Mỹ nó sẽ dẫn đến những kết quả giải quyết tùy tiện và không có cơ sở pháp lý.

### Về quan điểm Hà Lan
Trọng tài Max Huber nhận xét lập luận của Hà Lan chủ yếu dựa vào việc thực hiện hòa bình và liên tục của nhà nước Hà Lan trên đảo Palmas. Theo Pháp luật quốc tế, danh nghĩa này có ưu thế hơn danh nghĩa thụ đắc chủ quyền không có sự thực hiện thực sự quyền lực Nhà nước. Nhưng cần xem xét lập luận đó có được chứng minh rõ ràng trên thực tế hay không.
Qua các bằng chứng do Hà Lan đưa ra thì đảo Palmas đúng là lần lượt thuộc chủ quyền của hai quốc gia bản xứ trên đảo Sangi ít nhất là từ năm 1700. Các quốc gia bản xứ này đã lần lượt phụ thuộc vào công ty Đông Ấn của Hà Lan, hành động nhân danh Nhà nước Hà Lan từ năm 1677 và sau đó trực tiếp phụ thuộc vào Nhà nước Hà Lan qua các thỏa thuận công nhận quyền bảo hộ của Nhà nước Hà Lan. Bản thân việc tướng Wood thấy cờ của Hà Lan trên đảo và trên chiếc tàu tiến ra gặp ông ta là chứng cứ về sự có mặt của Hà Lan trên đảo.
Liên quan đến những bằng chứng về những việc thực hiện chủ quyền đối với hòn đảo – một dấu hiệu quan trọng để xác định chủ quyền, thì trọng tài lập luận rằng, đã xác định được có những hành động thực hiện quyền lực Nhà nước trên đảo Palmas của Hà Lan hoặc của chính quyền do Hà Lan bảo hộ vào những thời kì khác nhau giữa năm 1700 và năm 1898 và năm 1906 là năm nảy sinh vụ tranh chấp. Những hành động đó không nhiều và không được liên tục. Nhưng theo ông, không thể mong rằng các biểu hiện chủ quyền được thực hiện thường xuyên trên một hòn đảo xa và không có người ở, cũng không cần thiết phải thực hiện quyền lực đó từ những thời rất xa xưa và việc thể hiện chủ quyền cũng không nhất thiết phải cần một mốc thời gian bắt đầu rõ ràng. Các chứng cứ liên quan đến nửa cuối thế kỷ XIX chứng minh rõ rằng Hà Lan thực sự coi đảo Palmas là một bộ phận lãnh thổ của họ và việc thực hiện quyền lực Nhà nước ở đây ngày càng tăng lên thể hiện qua việc thu thuế dân cư trên đảo và đưa quốc huy và quốc kỳ lên đảo trước năm 1898 là năm mà Hoa Kỳ nói rằng Tây Ban Nha đã chính thức chuyển giao cho mình đảo Palmas theo Hiệp ước Paris. Trong khi đó không có một chứng cứ nào nói lên một biểu hiện nào của việc thực hiện chủ quyền của Tây Ban Nha hoặc của một cường quốc nào khác có giá trị cân bằng hoặc thủ tiêu các biểu hiện thực hiện chủ quyền của Hà Lan. Việc trong suốt hơn 200 năm (1700-1906) không có sự xung đột và tranh chấp nào về chủ quyền đối với đảo Palmas là một chứng cứ gián tiếp về việc thực hiện quyền lực riêng biệt của Hà Lan.

### Phán quyết cuối cùng
Sau khi phân tích lập luận của hai bên, trọng tài Max Huber đã tuyên đảo Palmas thuộc chủ quyền Hà Lan: "như vậy, danh nghĩa về chủ quyền của Hà Lan giành được do việc thực hiện liên tục và hòa bình quyền lực Nhà nước trong một thời gian dài – có khả năng trước năm 1700 là có giá trị. Đúng là chủ quyền đó chưa thể hiện đầy đủ nhưng một danh nghĩa chưa hoàn chỉnh dựa vào việc thực hiện quyền lực Nhà nước vẫn có giá trị hơn một danh nghĩa chưa đầy đủ dựa vào việc phát hiện một vùng lãnh thổ nhất là danh nghĩa này trong một thời gian dài không được việc chiếm hữu thực sự bổ sung thêm".

## Những vấn đề về mặt pháp lý của vụ kiện
Thông qua phán quyết vụ kiện, nhiều học giả kết luận việc phát hiện đầu tiên một vùng lãnh thổ không thôi chưa đem lại cơ sở chủ quyền cho quốc gia phát hiện. Chủ quyền phải dựa trên sự chiếm hữu thực tế trong một thời gian hợp lý liên tục nếu không sẽ xem như sự từ bỏ chủ quyền. Từ đó cũng cho thấy nếu một quốc gia không phải là chủ thể đầu tiên phát hiện ra hòn đảo nhưng đã thực hiện chủ quyền trên thực tế đối với đảo và tuyên bố chủ quyền một cách công khai, liên tục mà không có sự phản đối từ quốc gia phát hiện đầu tiên cũng như các chủ thể khác thì có sẽ có cơ sở để kết luận hòn đảo đó thuộc về chủ quyền của quốc gia thực hiện quyền chiếm hữu thực tế. Tuy nhiên phán quyết của Max Huber cũng bị chỉ trích do áp dụng hồi tố nguyên tắc luật quốc tế vào thế kỷ XIX so với nguyên tắc chủ quyền dựa đơn thuần vào việc phát hiện của thế kỷ XVI.
Phán quyết cũng kết luận vị trí địa lý của đảo hay tính chất liền kề của đảo với một quốc gia không phải là cơ sở pháp lý theo pháp luật quốc tế để khẳng định chủ quyền của quốc gia đó đối với đảo. Điều này có nghĩa quốc gia có bờ biển rất xa so với vị trí của đảo nhưng hoàn toàn có chủ quyền đối với đảo nếu như có đầy đủ các cơ sở pháp lý chứng minh chủ quyền của mình.
Về giá trị chứng cứ của bản đồ trong giải quyết tranh chấp lãnh thổ quốc tế, phán quyết cũng thể hiện thái độ sử dụng "thận trọng" các chứng cứ bản đồ của cơ quan tài phán quốc tế thông qua kết luận của trọng tài Max Huber rằng bản đồ do hai bên đưa ra chỉ là "những chứng cứ gián tiếp" và "chỉ với một thái độ cực kì thận trọng mới có thể tính đến việc dùng các bản đồ để giải quyết một vấn đề về chủ quyền lãnh thổ". Theo lập luận của ông, "khi mà trọng tài biết chắc chắn rằng có những sự kiện pháp lý có tính chất quyết định mâu thuẫn với những nội dung khẳng định của những người vẽ bản đồ mà không rõ họ lấy nguồn thông tin ở đâu thì hoàn toàn có thể bỏ qua giá trị của các bản đồ, dù cho nó có nhiều và có được đánh giá cao đến đâu đi chăng nữa". Ngoài ra, "Dù sao các bản đồ cũng chỉ cho ta một chỉ dẫn đơn giản – mang tính gián tiếp – nếu như nó không được gắn với một văn kiện pháp lý thì nó không có giá trị của một văn kiện thuộc loại đó, bao hàm việc thừa nhận hay từ bỏ các quyền.

### Sách
- Rothwell, Donald R.; Kaye, Stuart; Akhtarkhavari, Afshin; Davis, Ruth (2010). International Law: Cases and Materials With Australian Perspectives. Melbourne, Victoria: Nhà in Đại học Cambridge. ISBN 9780521609111.
- Ulaen, Alex J.; Wulandari, Triana; Tangkilisan, Yuda B. (2012). Sejarah Wilayah Perbatasan: Miangas - Filipina 1928 - 2010 Dua Nama Satu Juragan. Jakarta: Nhà xuất bản Gramata. ISBN 9786028986496.
- Hong, Seoung-Yong; van Dyke, Jon M. (2009). Maritime Boundary Disputes, Settlement Processes, and the Law of the Sea. Publications on Ocean Development. Quyển 65. Hà Lan: Nhà xuất bản Martinus Nijhoff. ISBN 9789004173439.
- Prescott, Victor; Triggs, Gillian Doreen (2008). International Frontiers and Boundaries": Law, Politics and Geography. Hà Lan: Nhà xuất bản Martinus Nijhoff. ISBN 9789004167858.
- Surya P.Sharma (1997). Territorial Acquisition, Disputes, and International Law. Developments in International Law. Quyển 26. Hà Lan: Nhà xuất bản Martinus Nijhoff. ISBN 9789041103628.

### Web
- "The Island of Palmas Case (or Miangas), Permanent Court of Arbitration, Award of the Tribunal The Hague". Tòa Trọng tài Thường trực La Hay. Truy cập ngày 28 tháng 2 năm 2014.
- Nguyễn Bá Diến. "Áp dụng các nguyên tắc về thụ đắc lãnh thổ trong luật quốc tế giải quyết hòa bình các tranh chấp ở biển Đông". Nghiencuubiendong.vn. Bản gốc lưu trữ ngày 22 tháng 2 năm 2014. Truy cập ngày 28 tháng 2 năm 2014.
- Bành Quốc Tuấn. "Phán quyết của tòa trọng tài thường trực Lahaye về giải quyết tranh chấp biển đảo và bài học kinh nghiệm cho Việt Nam" (PDF). Tạp chí Phát triển & Hội nhập Số 4 (14), tháng 5-6/2012. tr. 52. Truy cập ngày 28 tháng 2 năm 2014.